# Lana Horstmann
Lana Horstmann (* 25. November 1986 in Neuwied) ist eine deutsche Politikerin (SPD). Bei der Landtagswahl in Rheinland-Pfalz 2021 wurde sie als Direktkandidatin ihrer Partei im Wahlkreis Neuwied in den rheinland-pfälzischen Landtag gewählt. Sie ist seit der offiziellen Konstituierung des Landtags Rheinland-Pfalz am 18. Mai 2021 Landtagsabgeordnete und vertritt die Stadt Neuwied sowie die Verbandsgemeinden Dierdorf und Puderbach.

## Leben und Beruf
Lana Horstmann wuchs im Neuwieder Stadtteil Oberbieber auf und legte 2006 am Rhein-Wied-Gymnasium in Neuwied das Abitur ab. Anschließend absolvierte sie 2006 bis 2009 eine Ausbildung zur Kauffrau für Bürokommunikation bei der thyssenkrupp Rasselstein GmbH in Andernach. Dort ist sie seitdem beschäftigt, seit 2014 als freigestellte Betriebsrätin. Zwischen 2011 und 2014 unternahm Horstmann zudem ein nebenberufliches Studium zur Betriebswirtin (VWA). Im Anschluss daran folgte bis 2017 ein nebenberufliches zertifiziertes Weiterbildungsstudium Management und Partizipation an der TU Dortmund.
Lana Horstmann lebt in Neuwied-Oberbieber.

## Politik
Horstmann trat 2009 in die SPD ein. Seit 2014 ist sie Mitglied im Stadtrat von Neuwied und seit 2019 stellvertretende Fraktionsvorsitzende im Neuwieder Stadtparlament. Seit 2018 ist sie Ortsvereinsvorsitzende der SPD Oberbieber und Stadtverbandsvorsitzende der SPD Neuwied.
Nachdem Fredi Winter, der den Wahlkreis Neuwied seit 2006 immer als Direktkandidat der SPD im Landtag von Rheinland-Pfalz vertreten hatte, bereits am 19. Juni 2019 sein Landtagsmandat niedergelegt hatte, rückte Sven Lefkowitz als B-Kandidat nach. Lana Horstmann wurde als Lefkowitz' Nachfolgerin und Wahlkreiskandidatin für die Landtagswahl 2021 nominiert. Den Wahlkreis 4 konnte Horstmann souverän gewinnen und damit das Landtags-Direktmandat für die SPD in der Stadt Neuwied sowie den Verbandsgemeinden Dierdorf und Puderbach verteidigen.